# U-293
U-293 – niemiecki okręt podwodny (U-Boot) typu VII C/41 z okresu II wojny światowej. Okręt wszedł do służby w 1943 roku. Kolejnymi dowódcami byli: Oblt. Leonhard Klingspor, Oblt. Erich Steinbrink.

## Historia
Wcielony do 8. Flotylli U-Bootów celem szkolenia załogi, od kwietnia 1944 roku kolejno w 9., 11. i 13. Flotylli jako jednostka bojowa.
Odbył sześć patroli bojowych na Morzu Norweskim i Barentsa; podczas jednego z nich w styczniu 1945 roku uszkodził radziecki niszczyciel „Razjarennyj” (1658 t).
Skapitulował 11 maja 1945 roku w Loch Eriboll (Szkocja), przebazowany do Loch Ryan. Zatopiony 13 grudnia 1945 roku w ramach operacji Deadlight przez lotnictwo i ogniem artyleryjskim niszczyciela HMS „Orwell”.